# Club Atlético Adelante
Club Atlético Adelante jest argentyńskim klubem sportowym z siedzibą w mieście Reconquista leżącym w prowincji Santa Fe.

## Historia
Klub założony został 10 stycznia 1919 roku i gra obecnie w trzeciej lidze argentyńskiej Torneo Argentino B.